# Bristol Bloodhound
Die Bloodhound war eine Langstrecken-Boden-Luft-Flugabwehrrakete aus dem Vereinigten Königreich.

## Entwicklung
Nach dem Zweiten Weltkrieg forderten die Streitkräfte des Vereinigten Königreichs eine Langstrecken-Flugabwehrraketensystem zur Bekämpfung von hoch- und schnellfliegenden Bombern. Daraufhin wurden im Rahmen der Projekte Red Duster und Red Heaten für die British Army die Thunderbird und für die Royal Air Force die Bloodhound entwickelt. Dabei sollten für die Royal Air Force zwei Lenkflugkörper in einem Stufenplan entwickelt werden. Dieser sah vor, zuerst einen Mittelstrecken-Lenkflugkörper (Bloodhound Mk 1) zur Verteidigung von Militärbasen zu entwickeln. Danach sollte ein weiterer Langstrecken-Lenkflugkörper (Bloodhound Mk 2) zur Verteidigung von großen Gebieten entwickelt werden. Die Bloodhound Mk 1 (noch Surface to Air guided Weapon (SAGW) bezeichnet) wurde von einem Konsortium aus verschiedenen Firmen entwickelt. Hauptauftragnehmer war dabei die Bristol Aeroplane Company in Filton. Die Raketentests erfolgten ab Mitte der 1950er-Jahre bei Aberporth in Wales sowie später auf dem Woomera-Testgelände in Australien. Bei den Tests zeigte das Staustrahltriebwerk enttäuschende Leistungen und es musste vom Hersteller während Monaten immer wieder nachgebessert werden. Im Jahr 1956 konnte bei einem Test erstmals eine Jindivik-Zieldarstellungsdrohne mit einer Bloodhound Mk 1 getroffen werden. In Woomera wurden zwischen 1958 und 1960 64 Bloodhound Mk 1 gegen Zieldarstellungsdrohnen gestartet. Zwischen 1959 und 1963 wurden in Aberporth 159 Bloodhound Mk 1 und Mk 2 gegen Fallschirmziele, Ballons und Zieldarstellungsdrohnen gestartet. Die ersten Systeme wurden Anfang 1958 für Truppenversuche an die Royal Air Force ausgeliefert. Die Kosten für die Entwicklung der Bloodhound Mk 1 beliefen sich auf 32 Mio. GBP. Ende 1958 war die erste Bloodhound Mk 1-Stellung operationell und noch im selben Jahr wurde mit der Entwicklung der verbesserten Ausführung Bloodhound Mk 2 begonnen. Dabei griffen die Entwickler auf das abgebrochene Vorprojekt Blue Envoy zurück. Im Jahr fusionierte Bristol Aeroplane Company zusammen mit anderen Firmen zu British Aircraft Corporation (BAC). Dort wurde die Bloodhound Mk 2 fertig entwickelt und ab 1964 an die Royal Air Force ausgeliefert. Insgesamt wurden 440 Bloodhound Mk 1 sowie 783 Bloodhound Mk 2 für die Streitkräfte des Vereinigten Königreichs produziert.

## Technik
Bloodhound war ein Langstrecken-Flugabwehrraketensystem zur Bekämpfung von Kampfflugzeugen und Bombern. Dabei konnten Ziele bei jedem Wetter sowie bei Tag und Nacht bekämpft werden. Das System war entweder in ortsfesten Stellungen installiert oder es wurde in vorbereiteten Feuerstellungen aufgestellt. Dazu konnte es mit Lastkraftwagen oder Frachtflugzeugen transportiert werden. Das Bloodhound-System System wurde im Laufe der Zeit mehrfach modernisiert sowie der aktuellen Bedrohungslage angepasst. Zusammen mit der MIM-14 Nike Hercules war es Bestandteil des NATO-Luftverteidigungsnetzwerkes.

### Feuerleitradar

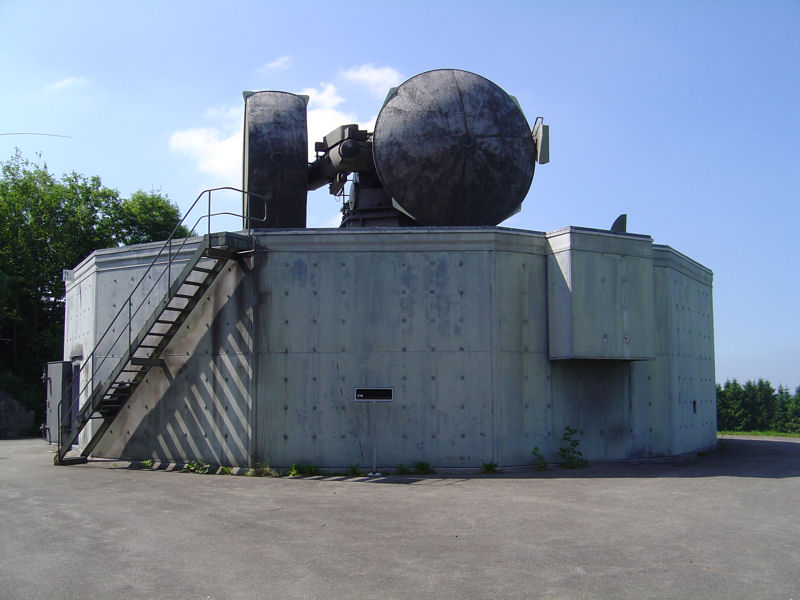
Type 87-Radar mit Splitterschutz

Bloodhound Mk 1 verwendete das Feuerleitradar Type 83 Yellow River (Target Illumination Radar (TIR) bezeichnet). Dieses Radar arbeitete nach dem Monopulsverfahren. Für die Zielsuche wurde eine Frequenz von 4 GHz bei einer Sendeleistung von rund 1.000 kW verwendet. Für die Zielbeleuchtung wechselte es auf eine Frequenz von 10 GHz, bei einer Sendeleistung von rund 750 kW. Verwendet wurde eine Parabolantenne mit Hornstrahler. Die maximal angezeigte Entfernung betrug rund 150 km. Das Radar war auf einem zweiachsigen Anhänger installiert.
Bloodhound Mk 2 verwendete in der halbmobilen Ausführung das Feuerleitradar Type 86 Indigo Corkscrew. Dieses wurde unter der Bezeichnung Ferranti Firelight exportiert und kam auch mit dem Thunderbird-Flugabwehrraketensystem zum Einsatz. Das Type 86-Radar von Ferranti war ein frequenzmodulierendes Dauerstrichradar (Frequency-Modulated Continuous Wave = FMCW) und arbeitete im X-Band. Für die Ermittlung der Zieldistanz wurde die Frequenzmodulation und für die Messung der Zielgeschwindigkeit das Dopplerprinzip angewendet. Die Antennengruppe verwendete als Sendeantenne eine Parabolantenne mit 2,1 m Durchmesser sowie eine Torusantenne als Empfangsantenne. Weiter war eine Lenkflugkörper-Bezugsantenne angebracht. Die Installierte Radarreichweite betrug rund 185 km. Das Radar war auf einem zweiachsigen Anhänger mit einer Länge von 5,45 m installiert.
In der stationären Ausführung verwendete Bloodhound Mk 2 das Feuerleitradar Type 87 Scorpion (Blue Anchor). Dieses war eine vergrößerte Ausführung das Type 86. Das Type 87-Radar von Ferranti war ein frequenzmodulierendes Dauerstrichradar (FMCW) und arbeitete auf einer Frequenz von 8,1–8,75 GHz mit Zentimeterwellen. Die Antennengruppe verwendete als Sendeantenne eine Parabolantenne mit 4,26 m Durchmesser sowie eine Torusantenne als Empfangsantenne. Weiter war eine Lenkflugkörper-Bezugsantenne angebracht. Bei einer Sendeleistung von 2,5 kW betrug der Antennengewinn 49 dB. Für die Zielbeleuchtung im Dauerstrichmodus wurde mit hoher Sendeleistung ein Radarstrahl mit 0,5° erzeugt. Die Installierte Radarreichweite betrug rund 300 km. Das Radar konnte Ziele mit einem Radarquerschnitt vom 10 m² auf eine Distanz von 220 km erfassen und begleiten. Die Radaranlage war in drei Containern verbaut. In diesen waren die Sendeeinheit, Empfangseinheit sowie ein Maschinenraum untergebracht. Die Container hatten ein Gewicht von rund 50 Tonnen, wobei rund 10 Tonnen auf die Antennengruppe entfiel. Anfänglich beruhte der Aufbau des Radars auf Analogtechnik. Später wurde einzelne Teile durch Digitaltechnik ersetzt. Das Radar wurde von zwei Mann überwacht und vom Feuerleitstand gesteuert sowie bedient.

### Feuerleitstand

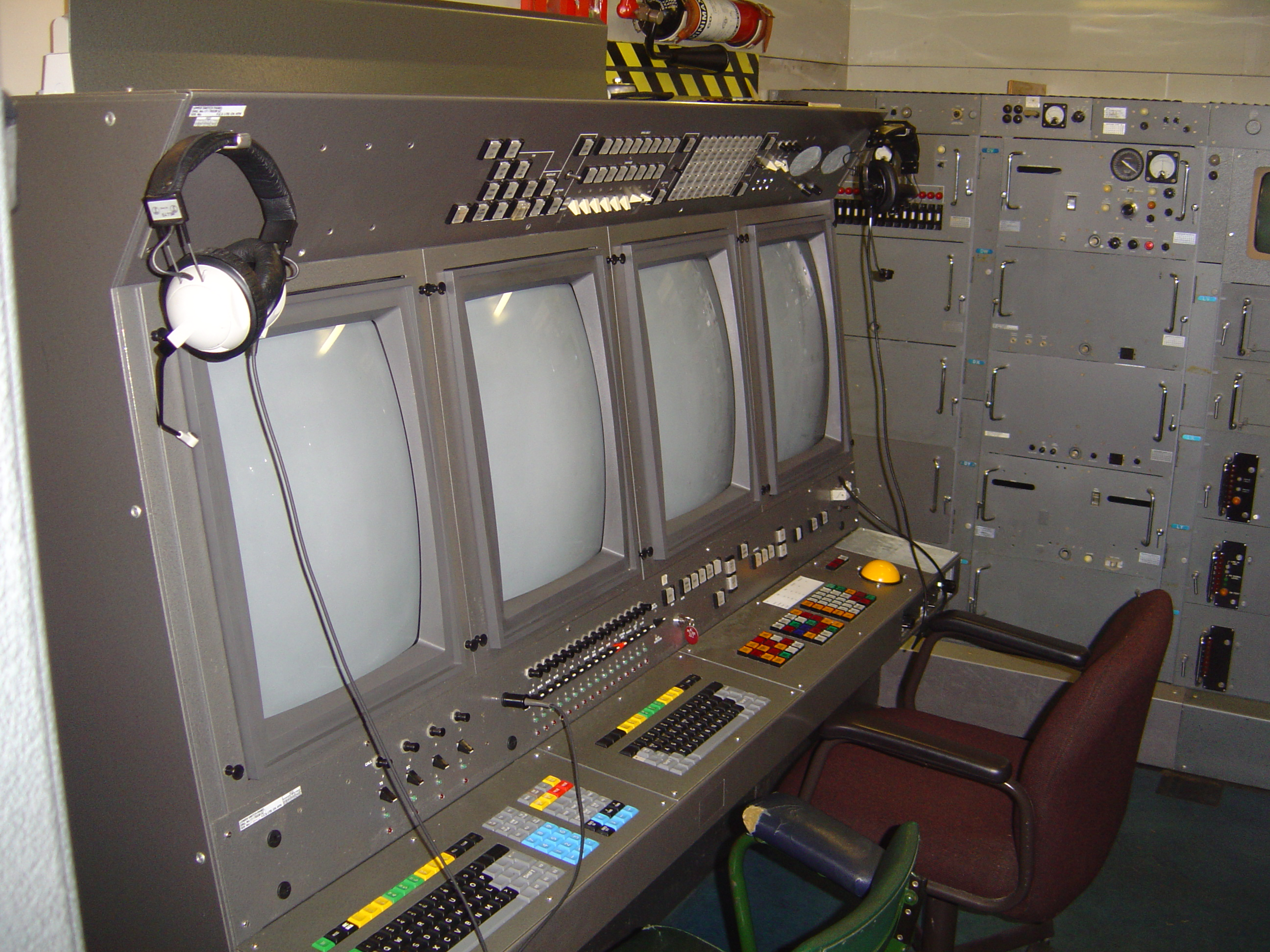
Konsolen in einem Feuerleitstand

Neben den Radargeräten kam ein zentraler Feuerleitstand (Launch Control Post (LCP) bezeichnet) zum Einsatz. Dieser war in einem Container mit 5,92 m Länge, einer Breite von 2,24 m sowie einem Gewicht von 7 Tonnen untergebracht. Von hier aus führten die Bediener den Feuerkampf. Dafür waren ein Plotextraktor, ein Radarsichtgerät, ein Statusboard sowie Computer und Konsolen verbaut. Anfänglich wurden im LCP Mk 1 Rechner vom Typ Argus 200 mit Schwarzweiß-Computermonitoren verwendet. Im späteren LCP Mk 2 kamen Argus 700-Rechner mit Farb-Computermonitoren zur Anwendung. Der Feuerleitstand konnte innerhalb von kurzer Zeit vom realen Einsatzbetrieb auf Simulationsbetrieb umgeschaltet werden. In dieser Betriebsart war es möglich, jeden einmal errechneten Bekämpfungsablauf wiederholt in Echtzeit zu simulieren und zu analysieren.

### Energieversorgung
Für die Energieversorgung einer Bloodhound-Feuereinheit standen zwei Container mit Stromerzeugungsaggregaten zur Verfügung. Es wurden Aggregate mit einer Leistung 290, 140 oder 75 kVA verwendet. Das Bloodhound-System wurde mit 415/240 Volt versorgt.

### Lenkflugkörper-Starter
Für die Bloodhound Mk 2-Lenkflugkörper wurden die Type 202-Starter verwendet. Der Starter hatte eine Länge von 3,76 m und war 2,51 m breit. Unbeladen wog er 3.447 kg. Der Starter nahm einen Lenkflugkörper auf. Der Starter bestand aus einer Unterlafette mit vier Stützen sowie einer in der Horizontalen drehbaren Oberlafette. Auf dieser war der Lenkflugkörper auf zwei Haltearmen aufgesetzt. Der Starter konnte in der Horizontalen um 360° gedreht werden, wobei der maximale Drehwinkel 540° betrug. In der Vertikalen wurden die Haltearme mit dem Lenkflugkörper in einem fixen Winkel von 43° angestellt. Am Starter war eine Klimaanlage angebracht, welche für gleichbleibende Temperaturen in dem aufgesetzten Lenkflugkörper sorgte. Über ein Datenkabel mit 92 Polen wurde der Lenkflugkörper auf dem Starter mit den nötigen Informationen vom Feuerleitstand versorgt. Die Datenübermittlung vom Feuerleitstand zu Starter erfolgte über ein Kabel oder eine Funkverbindung. Dafür war am Starter eine 6,7 m hohe Antenne angebracht. Das Richten des Starters erfolgte elektrohydraulisch. Nach dem Lenkflugkörper-Start wurden die Haltearme in die Horizontale abgesenkt und mit einem Seitenstapler konnte ein neuer Lenkflugkörper auf den Starter aufgesetzt werden. Jeder Feuereinheit standen zwei solche Stapler zur Verfügung. Der Nachladevorgang dauerte 5–20 Minuten.

### Lenkflugkörper
Die Bloodhound-Lenkflugkörper hatten einen schlanken, zylinderförmigen Rumpf. Dieser bestand zu großen Teilen aus einer Aluminiumlegierung und war in verschiedene Sektionen aufgeteilt: Hinter der ogiven Lenkflugkörperspitze aus GFK befanden sich die Radarantenne des Suchkopfs, das Steuerungssystem sowie die Gyroskope für das Trägheitsnavigationssystem. Dahinter folgten der Continuous-Rod-Gefechtskopf und der Radar-Annäherungszünder. Der K11A1-Gefechtskopf wog 91 kg und bestand aus einem Sprengstoffkern mit einer Mischung aus 36,6 kg RDX sowie TNT. Um den Sprengstoffkern waren 365 Stahlstäbe mit 50 cm Länge und einem quadratischen Querschnitt von 6 mm Seitenlänge angebracht. Der gesamte Gefechtskopf wog 91 kg. Anschließend folgte die Thermalbatterie mit dem Stromwender für die Elektrizitätsversorgung der Lenkflugkörperelektronik. Die Elektronik bestand fast ausschließlich aus Transistoren. In der Bloodhound Mk 1 befand sich im Rumpf ein Treibstofftank mit 155 Liter Kerosin. Im verlängerten Rumpf der Bloodhound Mk 2 waren zwei Tanks mit total 252 Liter Kerosin untergebracht. Für die Treibstoffförderung zu den Triebwerken waren Druckluftspeicher mit nachgeschalteten Treibstoffpumpen verbaut. Weiter gab es Turbopumpen für die Hydraulik-Aktoren der zwei Steuerflächen. Diese waren trapezoidförmig und bestanden aus Holz mit einer Aluminium-Beplankung. Die Steuerflächen waren etwa auf mittlerer Rumpflänge angebracht. Weiter in Richtung Rumpfheck waren zwei rechteckige Stabilisierungsflügel montiert.
Außen am Rumpf waren zwei Staustrahltriebwerke montiert. Die Bloodhound Mk 1 verwendete das Triebwerk Bristol Siddeley BT.2 Thor 100 mit einem Schub von 20–23 kN. Bei der verbesserten Bloodhound Mk 2 kam das Triebwerk Bristol Siddeley BT.3 Thor 200 mit einem Schub von 28,7–35 kN zur Anwendung.
Weiter waren seitlich am Rumpf vier Booster angebracht. Diese wurden für den Lenkflugkörper-Start verwendet. Die Bloodhound Mk 1 verwendete die Bristol-Aerojet Gosling 3-Raketenbooster. Diese waren 3,66 m lang, hatten einen Durchmesser von 250 mm, enthielten 204 kg Doppelbasis-Raketentreibstoff und hatten eine Brenndauer von 3,1–4 Sekunden. Bei der verbesserten Bloodhound Mk 2 kamen die Bristol-Aerojet Gosling 4-Raketenbooster zur Anwendung. Diese hatten einen Durchmesser von 260 mm, enthielten 250 kg Raketentreibstoff und hatten eine Brenndauer von 3,8–4,2 Sekunden. Dabei entwickelten sie einen Schub von jeweils 112–123,7 kN. An jedem dieser Booster war eine weitere Stabilisierungsfläche in Form eines Trapezes montiert. Ohne die vier Booster hatte der Bloodhound Mk 2-Lenkflugkörper ein Gewicht von 1814 kg.

## Varianten

### Bloodhound Mk 1
Die Bloodhound Mk 1 war die erste Serienversion und war im Jahr 1958 einsatzbereit. Das System war halbmobil und verwendete als Feuerleitradar ein Monopulsradar. Der horizontale Kampfbereich lag bei 5–100 km bei einem vertikalen Einsatzbereich von 300–15.240 m. Es konnten Flugziele mit einer maximalen Fluggeschwindigkeit von Mach 2,0 bekämpft werden. Eine Bloodhound Mk 1-Feuereinheit konnte zeitgleich nur einen Lenkflugkörper gegen ein Ziel einsetzen.

### Bloodhound Mk 2
Die Bloodhound Mk 2 wurde in den Jahren 1958 bis 1964 entwickelt. Das System wurde in einer halbmobilen sowie in einer stationären Ausführung hergestellt. Mit dem neuen Dauerstrichradar konnte die Trefferwartung und Störfestigkeit gegen Elektronische Gegenmaßnahmen deutlich erhöht werden. Die vergrößerten Raketen waren mit verbesserten Staustrahltriebwerken sowie leistungsstärkeren Raketenboostern ausgerüstet. Diese erhöhten die maximale Geschwindigkeit sowie die Reichweite. Der horizontale Kampfbereich lag bei 5–180 km bei einem vertikalen Einsatzbereich von 50–24.300 m. Es konnten Flugziele mit einer maximalen Fluggeschwindigkeit von über Mach 2,0 bekämpft werden. Eine Bloodhound Mk 2-Feuereinheit konnte zeitgleich mehrere Lenkflugkörper gegen ein Ziel einsetzen.

### Bloodhound Mk 3
Die angedachte Ausführung Bloodhound Mk 3 (auch RO 166 bezeichnet) sollte zur Raketenabwehr eingesetzt werden. Dafür sollte sie mit einem Nukleargefechtskopf mit 6 kT ausgerüstet werden. Mit Hilfe von vergrößerten Boostern und verbesserten Staustrahltriebwerken wurde ein horizontaler Kampfbereich über 200 km angestrebt. Die Studie zur Bloodhound Mk 3 wurde in den späten den späten 1960er-Jahren abgebrochen, eine Entwicklung erfolgte nicht.

### Bloodhound Mk 4
Die Ausführung Bloodhound Mk 4 war das Konzept einer vereinfachten Bloodhound Mk 2 auf Selbstfahrlafetten. Der horizontale Kampfbereich sollte bei rund 120 km liegen. Das Konzept wurde nicht weiterverfolgt, eine Entwicklung erfolgte nicht.

## Einsatzkonzept
Eine Bloodhound-Feuereinheit (bei der Royal Air Force «Squadron» (Staffel) bezeichnet) bestand aus einem Feuerleitradar (TIR), einem Feuerleitstand (LCP) sowie 4–8 Type 202-Starter für die Lenkflugkörper. Dabei konnte eine Bloodhound-Stellung aus zwei Feuereinheiten mit zwei Feuerleitradars sowie mit bis zu 16 Type 202-Startern bestehen.
Obwohl mit dem Feuerleitradar theoretisch eine 360°-Abdeckung möglich war, wurde jedem Radar ein bestimmter Raumsektor zugewiesen. Dabei konnte auch eine Zielzuweisung von einem Luftraumüberwachungs-Radar erfolgen. Da Bloodhound kein Freund-Feind-Erkennung-System (IFF) besaß, bestand die Schwierigkeit feindliche Flugzeuge von eigenen Flugzeugen zu unterscheiden. Weiter konnten keine Ziele mit einer geringen Radialgeschwindigkeit erfasst werden. Wurde ein feindliches Flugzeug identifiziert, wechselte das Radar von der Zielsuche zu Zielbeleuchtung im Dauerstrichmodus. Jetzt ermittelten die Computer den optimalen Abfangkurs für die Lenkflugkörper und die Lenkflugkörper-Starter drehten im Azimut auf die Bedrohungsachse. War der Signalpegel (Signal-Rausch-Verhältnis) bzw. die Reflexion stark genug, gaben die Computer das Signal für die Feuerbereitschaft. Die Bediener im Feuerleitstand konnten jetzt einen oder mehrere Lenkflugkörper auswählen und starten. Eine Bloodhound Mk 1-Feuereinheit konnte zeitgleich nur einen Lenkflugkörper gegen ein Ziel einsetzen. Mit der verbesserten Bloodhound Mk 2 konnten zeitgleich mehrere Lenkflugkörper gegen ein einzelnes Ziel gestartet werden. Dabei konnten später die Lenkflugkörper auch im Betriebsmodus Home-on-jam (HOJ) gegen Flugzeuge mit Störsystemen gestartet werden.
Beim Lenkflugkörper-Start zündeten die vier Gosling-Raketenbooster. Nach einer Flugstrecke von knapp 8 m, also unmittelbar nach dem Verlassen des Starters, betrug die Geschwindigkeit rund 1.220 km/h. Innerhalb von rund 4,5 Sekunden hatte der Lenkflugkörper Mach 2 erreicht. Dabei erfuhr der Lenkflugkörper eine Beschleunigung von bis rund 22 g. Nach rund 4,5 Sekunden waren die Raketenbooster ausgebrannt und nach spätestens 8 Sekunden wurden diese mit Pyrobolzen abgesprengt. Ab diesem Zeitpunkt war der Lenkflugkörper steuerbar. Inzwischen hatten die beiden Staustrahltriebwerke gezündet und der Lenkflugkörper beschleunigte weiter auf die Marschfluggeschwindigkeit. Diese betrug bei der Bloodhound Mk 1 Mach 2,2 und bei der Bloodhound Mk 2 Mach 2,7. Theoretisch konnte die Bloodhound Mk 2 eine Geschwindigkeit von rund Mach 3,65 erreichen. Die maximale Fluggeschwindigkeit wurde aber durch das Thrust Control Unit (TCU) begrenzt, um den Treibstoffverbrauch sowie die Erwärmung durch den Strömungswiderstand zu beschränken. Der Lenkflugkörper wurde in Richtung eines angenommenen bzw. berechneten Treffpunkts mit dem Ziel abgefeuert. Kursänderungen wurden durch das Feuerleitradar ermittelt und mit der Bezugsantenne an den Lenkflugkörper gesendet. Verlor das Radar das Ziel, griff der Feuerleitrechner auf den gespeicherten Kurs zurück, bis das Ziel wieder mit dem Radar erfasst wurde. Die Lenkflugkörper-Steuerung erfolgte während dem Marschflug mit dem Inertialen Navigationssystem. Nick- und Rollbewegungen wurden mit den beiden großen Steuerflächen ausgeführt. Für große Flugdistanzen nahm der Lenkflugkörper eine Marschflughöhe von 12.192 oder 15.240 m ein. Für den Endanflug stieg oder tauchte der Lenkflugkörper in Richtung Ziel. Der Endanflug erfolgte nach dem Prinzip der Proportionalnavigation. Wurde das Flugziel direkt getroffen, wurde der Gefechtskopf durch den Aufschlagzünder zur Detonation gebracht. Bei einem Vorbeiflug erfolgte die Sprengkopfzündung durch den Näherungszünder. Dieser hatte einen Ansprechradius von rund 33 m. Der Zerstörungsradius des Bloodhound-Gefechtskopfes betrug rund 37 m und auf eine Distanz von 60–80 m entstanden schwere Schäden an einem Flugzeug. Die maximale theoretische Reichweite der Bloodhound Mk 1 betrug gegen ein Ziel mit einem Radarquerschnitt von 20 m² rund 100 km. Bei einem Ziel mit einem Radarquerschnitt von 10 m² betrug dieser Wert rund 65 km. Die maximale Flugstrecke der Bloodhound Mk 1 betrug etwa 140 km. Die maximale Reichweite der Bloodhound Mk 2 gegen ein Ziel mit einem Radarquerschnitt von 20 m² betrug rund 180 km. Die maximale Flugstrecke der Bloodhound Mk 2 betrug etwa 240 km und die maximale Flugzeit 160 Sekunden. Laut Hersteller sollte mit der Bloodhound eine Treffererwartung von rund 90 % erreicht werden. Gemäß Erfahrungen aus Schweden lag diese bei 50–70 %.

## Verbreitung
Australien
Die Royal Australian Air Force hatte 2 Bloodhound Mk 1-Feuereinheiten mit 12 Startern und 24 Lenkflugkörper im Bestand. Diese waren zwischen 1961 und 1968 auf der RAAF Base Williamtown und zeitweise in Darwin stationiert.
 Schweden
Schweden bestellte im Jahr 1958 eine Bloodhound Mk 1-Feuereinheit für Tests. Im Jahr 1961 wurden 12 Bloodhound Mk 2-Feuereinheiten in der halbmobilen Ausführung zusammen mit 48 Starter und 96 Lenkflugkörper bestellt. Die schwedische Bezeichnung für die Bloodhound Mk 1 lautete RB 65 und RB 68 für die Bloodhound Mk 2. Die Bloodhound Mk 1 stand von 1959 bis 1963 im Dienst. Die Bloodhound Mk 2 war von 1963 bis 1978 in Barkarby, Ängelholm, Kalmar, Norrköping und in Kallinge im Einsatz.
 Schweiz
Im Jahr 1961 bestellte die Schweiz 9 Bloodhound Mk 2-Feuereinheiten mit 68 Starter und 204 Lenkflugkörper. Die Schweizer Bezeichnung lautete BL-64. Die Bloodhound waren an 6 Standorten bis zum Jahr 1999 im Einsatz.
 Singapur
Mit der Unabhängigkeit von Singapur übernahm die Republic of Singapore Air Force von der Royal Air Force 4 Bloodhound Mk 2-Feuereinheiten mit 24 Starter und 84 Lenkflugkörper. Im Jahr 1990 wurde die Bloodhound Mk 2 dort ausgesondert.
 Vereinigtes Königreich
Bei den Streitkräfte des Vereinigten Königreichs wurde die Bloodhound zum Schutz der V-Bomber-Basen sowie der Thor-Basen eingesetzt. Dafür betrieb die Royal Air Force 16 Bloodhound-Stellungen im Ostteil von England. Dies waren 10 Bloodhound Mk 1 und 6 Bloodhound Mk 2 Stellungen. Weiter waren britische Bloodhound-Feuereinheiten zeitweise auch in Deutschland, Malaysia und Zypern stationiert. Im Jahr 1991 wurde die Bloodhound bei der Royal Air Force ausgesondert.

## Bloodhound in der Schweiz

### Beschaffung
Mit dem Rüstungsprogramm 1961 beschloss die Bundesversammlung am 13. Dezember 1961 die Beschaffung der Bloodhound Mk 2 für die Schweizer Armee. Noch vor Jahresende wurde zwischen der Kriegstechnische Abteilung (KTA) und der British Aircraft Corporation (BAC) einen Liefervertrag mit einem Auftragsvolumen von 300 Mio. CHF abgeschlossen. Der Vertrag beinhaltete die Lieferung von 9 Feuerleitradars Type 87 Scorpion mit jeweils einem Feuerleitstand (LCP), 68 Type 202-Starter sowie 204 Lenkflugkörper (3 Lenkflugkörper pro Starter). Die Schweizer Bezeichnung der Bloodhound Mk 2 lautete BL-64. Zwischen 1962 und 1963 erfolgte die Ausbildung des Instruktionspersonals im Vereinigten Königreich und in der Schweiz. Am 26. September 1963 wurde ein Kredit 80 Mio. CHF für den Landerwerb und den Bau von 6 Bloodhound-Stellungen bewilligt. 1964 wurde auf dem Waffenplatz Emmen die erste BL-64-Rekrutenschule durchgeführt. Im selben Jahr wurde dort die erste BL-64-Feuereinheit in Dienst gestellt. Zwischen 1964 und 1969 entstanden im Schweizer Mittelland sechs Bloodhound-Stellungen.

### Stellungen & Truppen
| Stellung              | Kanton    | Gemeinde       | Einsatzbereit | Truppe                          | Ausbau                                           | ⊙ |
| --------------------- | --------- | -------------- | ------------- | ------------------------------- | ------------------------------------------------ | - |
| BL-64 Lwf Stellung LU | Luzern    | Emmen          | 1964          | Flab Lenkwaffen Batterie III/71 | 1 Feuereinheit mit 4 Starter (Schulungsbatterie) | ⊙ |
| BL-64 Lwf Stellung AG | Aargau    | Bettwil        | 1965          | Flab Lenkwaffen Batterie I/72   | 2 Feuereinheiten mit 16 Starter                  | ⊙ |
| BL-64 Lwf Stellung ZG | Zug       | Menzingen      | 1966          | Flab Lenkwaffen Batterie II/71  | 2 Feuereinheiten mit 16 Starter                  | ⊙ |
| BL-64 Lwf Stellung FR | Freiburg  | Torny-le-Grand | 1967          | Flab Lenkwaffen Batterie III/72 | 2 Feuereinheiten mit 16 Starter                  | ⊙ |
| BL-64 Lwf Stellung ZH | Zürich    | Schmidrüti     | 1968          | Flab Lenkwaffen Batterie I/71   | 1 Feuereinheit mit 8 Starter                     | ⊙ |
| BL-64 Lwf Stellung SO | Solothurn | Laupersdorf    | 1969          | Flab Lenkwaffen Batterie II/72  | 1 Feuereinheit mit 8 Starter                     | ⊙ |

In einer BL-64-Stellung war eine oder zwei Feuereinheiten (in der Schweiz Batterien bezeichnet) untergebracht. Eine BL-64-Stellung bestanden aus ein bis zwei Feuerleitradars, ein bis zwei Feuerleitständen (in der Schweiz Einsatzzentrale bezeichnet), acht bis sechzehn Starter für die Lenkflugkörper sowie einer Kontrollstelle (Kommandoposten). Die Besatzung in der Kontrollstelle war für sämtliche einsatztechnischen und taktischen Belange der Stellung zuständig. Die Feuerleitradars und die Feuerleitstände waren mit außen montierten Splitterschutzwänden geschützt. Um die Autonomie der Stellung zu gewährleisten, war der Stellung weitere Infrastruktur zugeteilt, so zum Beispiel Stromversorgung, Übermittlungseinrichtungen (Richtfunk, Telefonzentrale), Atomschutzunterstände (ASU) sowie Mannschaftsunterkünfte, Küche und Verpflegungsmagazine. Während der gesamten Dienstzeit der BL-64 waren ein Teil der Starter permanent mit Lenkflugkörpern beladen. Reserve-Lenkflugkörper waren in klimatisierten Garagen gelagert. Weitere Reserve-Lenkflugkörper waren zentral auf der Nachschubbasis Giswil, in der Kaverne «Pfedli» (⊙) gelagert. Jeder BL-64-Stellung war eine Abteilung mit 35 mm Flab Kan 63/90 zum Schutz gegen Tiefflieger zugewiesen.
Die BL-64-Stellungen wurden von Mitarbeitern des Bundesamtes für Militärflugplätze (BAMF) verwaltet, unterhalten und bewacht. Weiter waren sie für die Wartung und Modifikationen an den Radaranlagen und den Lenkflugkörpern zuständig. So überprüften sie z. B. alle 90 Tage sämtliche Lenkflugkörper. Betrieben wurde das BL-64-System von Miliztruppen. Diese waren der Fliegerabwehr Brigade 33 (Flab Br 33) zuteilt und gehörten dem Fliegerabwehr Lenkwaffen Regiment 7 (Flab Lwf Rgt 7) an. Das Regiment hatte einen Bestand von rund 130 Offizieren, 240 Unteroffizieren und 800 Soldaten. Eine BL-64-Stellung mit zwei Feuereinheiten hatte eine Besatzung von rund 240 Mann, eine Stellung mit einer Feuereinheit rund 130 Mann.

### Einsatzdoktrin
Die Einsatzdoktrin der BL-64 basierte auf der Frühwarnung und Zielzuweisung von Luftraumüberwachungs-Radars. Anfänglich erfolgte die Zielzuweisung mit den AN/FPS-20A-Überwachungsadars. Ab 1970 stand das Luftraumüberwachungssystem Florida zur Verfügung. Ab dann erfolgte der Einsatz der BL-64 in Anbindung zu den Einsatzzentralen der Flieger- und Flabtruppen. Die beiden Einsatzzentralen (EZ LUV I und EZ LUV II) befanden sich in der Zentralschweiz. Das operative Verfahren geschah im Verbund mit dem Abfangjäger Mirage III. Dabei wurde in der Einsatzzentrale vom Chief Air Defense (CAD) entschieden, ob ein feindliches Luftziel mit einem Abfangjäger oder mit der BL-64 bekämpft werden sollte. Daraufhin wurde vom Surface To Air Missile Officer (SAMO) der geeignetsten BL-64-Stellung das Luftziel zugewiesen. Dies geschah anfänglich via Telefon, Telex oder Fax und später mit dem FLINTE-Führungsinformationssystem. Brach die Verbindung zur Einsatzzentrale ab, war jeder BL-64-Stellung ein bestimmter Feuersektor zugewiesen. Dabei sollte jede Stellung die in ihrem Sektor erkannten Ziele autonom bekämpfen. Da die BL-64 kein Freund-Feind-Erkennung-System (IFF) besaß, war es aber nahezu unmöglich, feindliche Flugziele von eigenen zu unterschieden. Bei einem Einsatz der BL-64 wurde in Kauf genommen, dass die ausgebrannten Booster nach dem Abwurf auf bebautes Gebiet fielen.

### Geheimhaltung
Die sechs BL-64-Stellungen entstanden unter großer Geheimhaltung. So wurden die Bauteile aus dem Vereinigten Königreich nur nachts auf der Straße transportiert. Der Zugang zu den Baustellen war nur mit einem Spezialausweis möglich. Während der gesamten Dienstzeit der BL-64 waren sämtliche Personen die mit dem System in Kontakt kamen, zur Geheimhaltung verpflichtet. In den Stellungen galt ein striktes Fotografierverbot und die Miliztruppen durften keine Angaben über ihre Tätigkeit und ihren Dienstort machen. Auch Offiziere durften keine Dokumente aus der Stellung entfernen. Weiter galt ein Überflugverbot für die Allgemeine Luftfahrt. Auch waren die BL-64-Stellungen in keiner Landeskarte der Schweiz enthalten. Die Geheimhaltung beruhte auf dem Staatsvertrag mit dem Vereinigten Königreich. Damit die Schweiz das damals moderne Bloodhound-System beschaffen konnte, musste sie sich vertraglich zu einer rigorosen Geheimhaltung verpflichten.

### Betrieb
Bis zur Ausserbetriebnahme im Jahr 1999 befand sich die BL-64 zeitweise im Dauereinsatz bzw. befand sich stets in hoher Einsatzbereitschaft. Während der über 30-jährigen Dienstzeit wurden über 300 Modifikationen am BL-64-System vorgenommen. Im Jahr 1979 wurden 50 weitere ausgesonderte Lenkflugkörper aus Schweden beschafft. Anfang der 1980er-Jahre begann sich der Feststoff-Raketentreibstoff in den Raketenboostern zu zersetzen. Aus diesem Grund mussten 1983 für 65 Mio. CHF neue Raketenbooster beschafft werden. Die letzten Anpassungen erfolgten 1984–1988 mit dem Einbau von verbesserten Rechnern. Die jährlichen Unterhaltskosten für die BL-64-Stellungen beliefen sich auf 10–15 Mio. CHF.
Das Schießen mit den Lenkflugkörpern war aufgrund einer fehlenden Schießplatzinfrastruktur mit den notwendigen Sicherheitsdistanzen in der Schweiz nicht möglich. Daher wurden zwischen 1970 und 1986 Testschiessen in Aberporth in Wales durchgeführt. Dabei wurden mit 17 gestarteten Lenkflugkörpern 14 Treffer erzielt.

### Ausserbetriebnahme
Ursprünglich sollte die BL-64 bis ca. im Jahr 2005 im Einsatz bleiben. Im Jahr 1997 beschloss das Eidgenössische Militärdepartement die BL-64 bis zum Jahr 1999 schrittweise außer Betrieb zu nehmen. Dies geschah im Rahmen der Optimierungen für die Armee 95. Begründet wurde dies mit der veränderten Bedrohungslage in Europa, dem aufwändigen Unterhalt, Personalmangel, Ersatzteilmangel sowie der Fähigkeitslücke zur Abwehr von Marschflugkörpern und Ballistischen Raketen.

### Nachfolger
Mit der Verabschiedung der Armeebotschaft 2022 wurde die Beschaffung von 5 Feuereinheiten MIM-104 Patriot beschlossen, welche ab 2029 den Schweizer Luftraum schützen sollen. Dabei sollen die ehemaligen BL-64-Stellungen in Bettwil und Menzingen als Ausbildungsplätze für die Truppen verwendet werden.

### Museale Rezeption
Die ehemalige BL-64 Lwf Stellung ZG auf dem Gubel bei Menzingen ist heute ein Museum der Militärhistorischen Stiftung des Kantons Zug. In der Stellung befindet sich die weltweit einzige noch vollständig erhaltene Bloodhound-Feuereinheit. Die Stellung kann im Rahmen von Führungen von Anfang April bis Ende Oktober besichtigt werden.